# Научно-исследовательский институт оптико-электронного приборостроения
Научно-исследовательский институт оптико-электронного приборостроения (ОАО «НИИ ОЭП», ранее ФГУП НИИКИ ОЭП) — НИИ в городе Сосновый Бор, занимающийся разработкой, изготовлением и испытанием оптико-электронных приборов различного назначения. Является дочерним обществом Корпорации космических систем специального назначения «Комета».
Институт занимает земельный участок в 460 гектаров, общая площадь корпусов — 110 000 м². Численность работающих в НИИКИ ОЭП по состоянию на начало 2011 года превышает 800 человек, из них более 50 докторов и кандидатов наук.

## История
Создан в 1969 году как филиал № 2 ГОИ. В 1990 году получил статус самостоятельного предприятия федерального подчинения, с 1997 года — федерального научно-производственного центра.
В 2012 г. после акционирования приобрёл новое наименование и вошёл в состав Корпорации «Комета».

## Достопримечательности
Институт расположен на Устьинском мысу, известном с давних времён на старинных картах под названием «Долгой нос». По оси мыса была устроена уникальная рельсовая трасса, на которой проводились испытания оптической аппаратуры в интересах «Аэрофлота».
На территории института находится недостроенная башня большого универсального стенда «Вертикаль», на котором предполагалось проводить наземные комплексные оптотехнические испытания крупногабаритной (до 3,5 м) космической оптико-электронной аппаратуры при имитации условий эксплуатации. Стенд «Вертикаль» представляет собой массивное сооружение, высотой примерно 80 метров.